# Garawa
Garawa är ett australiskt språk som talades av cirka 129 personer i norra Australien år 2016. Språket hör till garawaspråken som består av två språk: garawa och wanyi, som är numera utdött. Språket anses vara hotat.
Garawa skrivs med latinska alfabetet.

## Fonologi

### Konsonanter
|             | Bilabial | Alveolar | Retroflex | Alveolopalatal | Palatal | Velar |
| ----------- | -------- | -------- | --------- | -------------- | ------- | ----- |
| Klusil      | p        | t        | ʈ         | c \| ɟ         | k̟       | k     |
| Nasal       | m        | n        | ɳ         | ɲ              | ŋ̟       | ŋ     |
| Lateral     |          | l        | ɭ         | ʎ              |         |       |
| Tremulant   |          | r        | ɻ         |                |         |       |
| Approximant | w        |          |           |                | j       |       |

Källa:

### Vokaler
|        | Främre             | Bakre           |
| ------ | ------------------ | --------------- |
| Sluten | i ~ ɪ ~ e ~ ɛ ~ eʲ | u ~ o ~ uʲ ~ oʲ |
| Öppen  | a ~ ʌ ~ aʲ         | a ~ ʌ ~ aʲ      |

Källa: